# What Matters Most
What Matters Most è un album della cantante statunitense Barbra Streisand, pubblicato nel 2011. L'album vede la partecipazione di Chuck Berghofer.

## Tracce
1. The Windmills of Your Mind - 3:54 - (Michel Legrand)
2. Something New In My Life - 4:02 - (Michel Legrand)
3. Solitary Moon - 4:31 - (Johnny Mandel)
4. Nice 'n' Easy - 4:27 - (Lew Spence)
5. Alone In the World - 4:09 - (Jerry Goldsmith)
6. So Many Stars - 4:29 - (Sérgio Mendes)
7. The Same Hello, the Same Goodbye - 4:11 - (John Williams)
8. That Face - 4:31 - (Lew Spence)
9. I'll Never Say Goodbye - 4:08 - (David Shire)
10. What Matters Most - 3:12 - (Dave Grusin)

## Classifiche
| Classifica                  | Posizione massima |
| --------------------------- | ----------------- |
| Australia                   | 42                |
| Canada                      | 10                |
| Germania                    | 18                |
| Italia                      | 37                |
| Polonia                     | 24                |
| Regno Unito                 | 7                 |
| Stati Uniti - Billboard 200 | 4                 |
| Ungheria                    | 14                |

### Classifiche di fine anno
| Classifica  | Posizione annuale |
| ----------- | ----------------- |
| Stati Uniti | 186               |